# ام‌عبیده
ام‌عبیده یک منطقهٔ مسکونی در عراق است که در استان میسان واقع شده‌است. ام‌عبیده ۹ متر بالاتر از سطح دریا واقع شده‌است.